# Arlanda Express

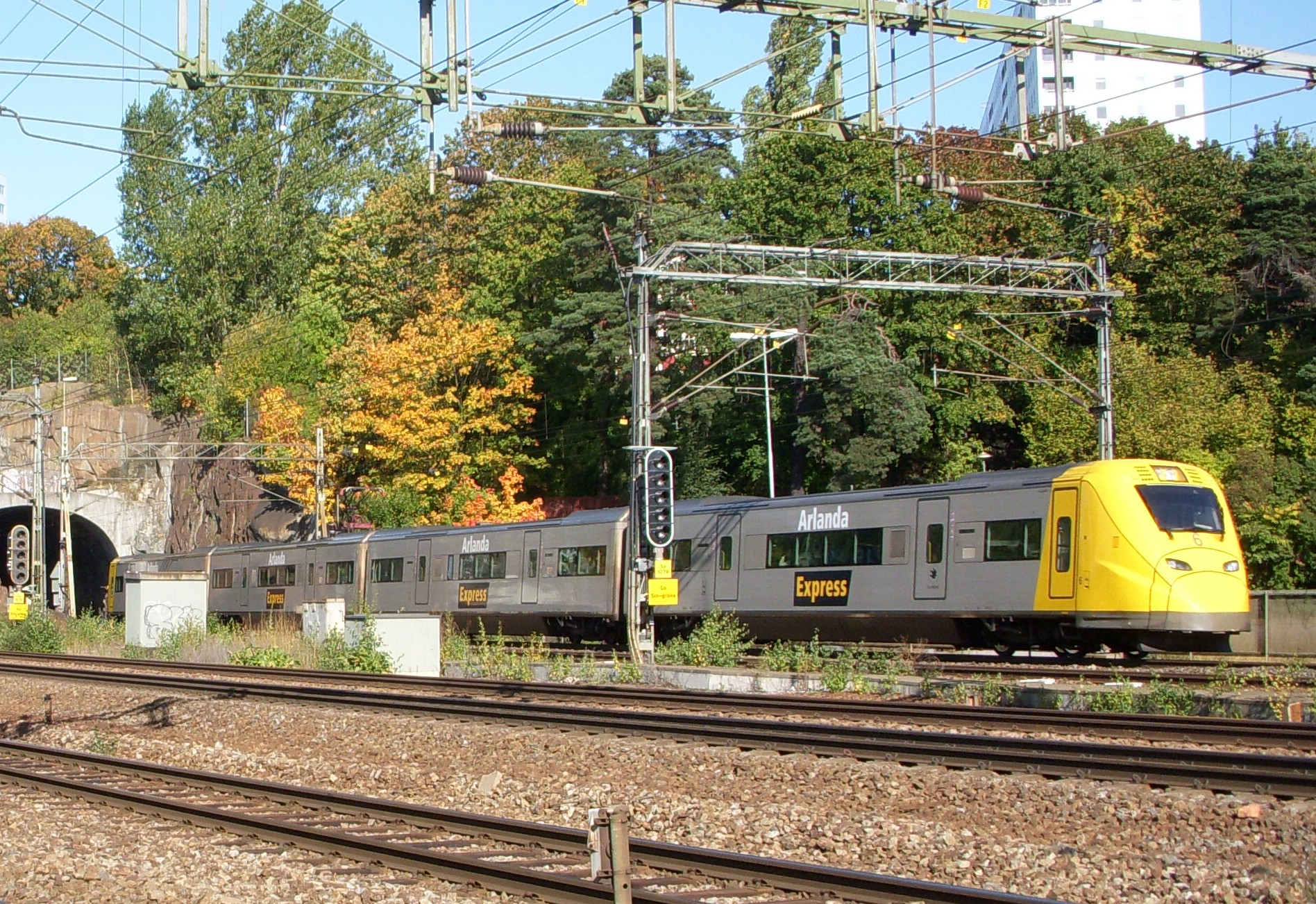
Поезд Arlanda Express рядом с тоннелем

Arlanda Express — скоростной пригородный поезд, связывающий аэропорт Arlanda с Центральным вокзалом Стокгольма.

## Описание
Скоростной поезд является наиболее быстрым способом добраться из аэропорта до Центрального вокзала Стокгольма, где можно сделать пересадку на Стокгольмский метрополитен, либо другие виды транспорта.
Линия открыта 25 ноября 1999 года. Оператором является компания A-Train AB, выигравшая в 1993 году тендер правительства Швеции на строительство и эксплуатацию линии до 2040 года.
Путь занимает 18 минут. Поезд делает остановку в южном блоке аэропорта, в котором находятся 2-й, 3-й и 4-й терминалы. Конечной является северный блок с терминалом 5. В час осуществляется 6-7 отправлений.
Стоимость проезда составляет 320 крон, билет туда-обратно — 600 крон. Для лиц не старше 25 лет действует льготный тариф 160 крон. Проездные билеты можно приобрести в кассах компании в аэропорту и на центральном вокзале, специальных автоматах, а также на официальном сайте Arlanda Express.

## Интересные факты
- Экспресс развивает скорость до 205 км/ч.